# Paulina Baranowska
Paulina Baranowska (ur. 1988) – polska sędzia piłkarska asystentka. Od grudnia 2018 międzynarodowa sędzia asystentka FIFA.
Jest absolwentką gdańskiego AWF-u. Mieszka we wsi Kijewo Królewskie położonej nieopodal Chełmna w województwie kujawsko-pomorskim. Największym sukcesem w jej karierze był występ jako sędzi asystentki nr 2 w finale Mistrzostw Europy w Piłce Nożnej Kobiet w 2022.
W ekstraklasie zadebiutowała 10 listopada 2019 jako sędzia asystentka nr 2 w zespole Jarosława Przybyła w meczu Lechia Gdańsk – Pogoń Szczecin.